# Svenska Fyrverkerimuseet
Svenska Fyrverkerimuseet ligger i Ljungby (Kronobergs Län) och är Sveriges enda registrerade fyrverkerimusee. Museet är beläget i vid Fyrverkerifabriken i Ljungby och har hundratals objekt, alltifrån gamla smällare till raketer och bomber. Museet är medlem i Arbetsam Arbetslivsmuseernas samarbetsråd.
Grundaren till Fyrverkerimuseet Fredrik Bergkvist samlade under flera år svensksålda nöjesfyrverkerier och donerade hela samlingen till den förening som numera förvaltar och driver museet. Här kan man beskåda Sveriges sista använda Dragermaskin, tidigare ägd av PYRO Smålands Krutbruk AB och dessförinnan tillverkningsenhet på Falu Pyrotekniska. Dragermskinen är sedan vintern 2021 under renovering efter ett blixtnedslag som orsakade en brand den 14 maj 2021 och blev totalförstörd tillsammans med en stor del av museets objekt. En försäljningsväska från tidigt 1940-tal tillhörande Hanssons Pyrotekniska räddades från branden tack vare att den förvarats i ett dokumentskåp. Svenska Fyrverkerimuseet är en öppen förening för alla som fyllt 18 år.